# 水循环

美國地質調查局（USGS）製作的地球水循環圖解。

水循環 （英語：Water cycle），也稱為水文循環（英語：hydrologic cycle），是種生物地球化學循環，描述水在地球表面、上空、地表之下的持續移動。長期而言，地球上的水質量均維持相當恆定，但以冰、淡水、鹽水和大氣層中水分等形式分佈的狀況則會根據各種氣候變率與變化而各不相同。水通過蒸發、蒸散、凝結、降水、滲透、地表徑流和地下水流等物理過程從一種儲存狀態轉移到另一種，例如從河流進入海洋，或從海洋進入大氣。在此過程中，水會呈現不同的形態：液體、固體（冰）和汽狀。海洋在水循環中具有關鍵作用，因為全球86%水蒸發量源自海洋。
水循環涉及能量交換，能量交換會導致溫度變化。當水蒸發時，會吸收周圍環境的能量，而產生冷卻作用。當水凝結時會釋放能量，讓環境變暖。這類熱交換會對氣候造成影響。
水循環中的蒸發階段可把水淨化，之後以淡水形式沉降，補充地表水和地下水。液態水和冰在移動時會把礦物質輸送到全球各地。水還會透過侵蝕作用和沈積作用等重塑地球的地質特徵。水循環對於維持地球上大多數生命和生態系統有非常重要的作用。

## 描述

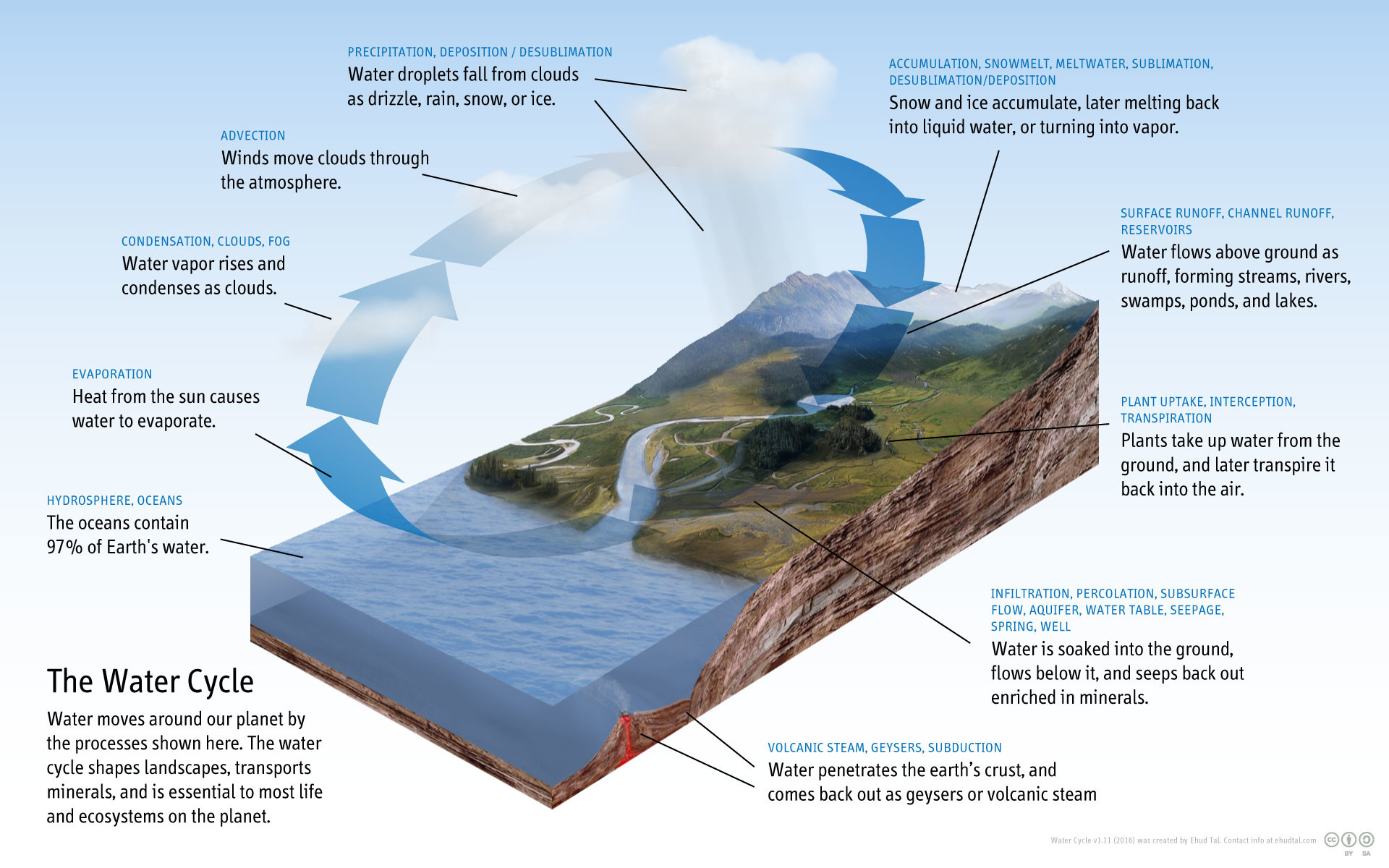
另一水循環圖解（2016年製作）

### 總體過程
水循環的動力來源是太陽輸出的能量。這種能量把海洋中的水加熱後以水蒸氣形式進入大氣中。有些冰和雪會直接昇華成水蒸氣。蒸發散是透過植物的蒸散作用，及從土壤蒸發而出的水分。水分子H2O的分子量比大氣中主要成分 - 氮氣 (N2) 和氧氣 (O2) 為小，因而有較小的密度。由於這種顯著的密度差異，浮力會把潮濕空氣往上推升，當抵達一定海拔高度，氣壓降低，溫度下降（參見氣體定律）。較低的溫度會導致水蒸氣凝結成比空氣重的微小液態水滴，除非有上升氣流的作用，否則水滴會往下落。水滴在大氣中形成大片集中，成為可見的雲，而接近地表的微小水滴凝結後則成為霧。
大氣環流帶著水蒸氣在全球流動，雲中水滴碰撞、成長，之後以降水的形式從高層大氣落下。一些降水則為雪、冰雹或雨夾雪的形式，也會積聚在冰蓋和冰河中長達數千年。大多數的水是以雨的形式落到海洋或陸地上，在地表的水會以地表徑流形式出現。部分徑流進入河流，然後流向海洋。徑流和從地下湧出的水（地下水）可以淡水的形式儲存在湖泊中。並非所有徑流都流入河流，而是大部分經滲透作用進入地表之下。一些水會滲透到地下深處，為含水層做補充，含水層可長期儲存淡水。一些滲透水停留在接近地表處，會經地下水排放，回滲進入地表水體（和海洋），或者被植物吸收後，通過蒸散作用，以水蒸氣形式進入大氣。一些地下水會在地表以泉水的形式湧出。在河谷和河漫灘（也稱氾濫平原）上，伏流帶的地表水和地下水之間經常發生持續交換。這些水會隨著時間演進，再度返回海洋，完成水循環。
海洋在水循環中具有關鍵的作用。海洋擁有“地球上97%的水、全球78%的降水發生在海洋上，全球蒸發量有86%源自海洋”。

### 物理過程

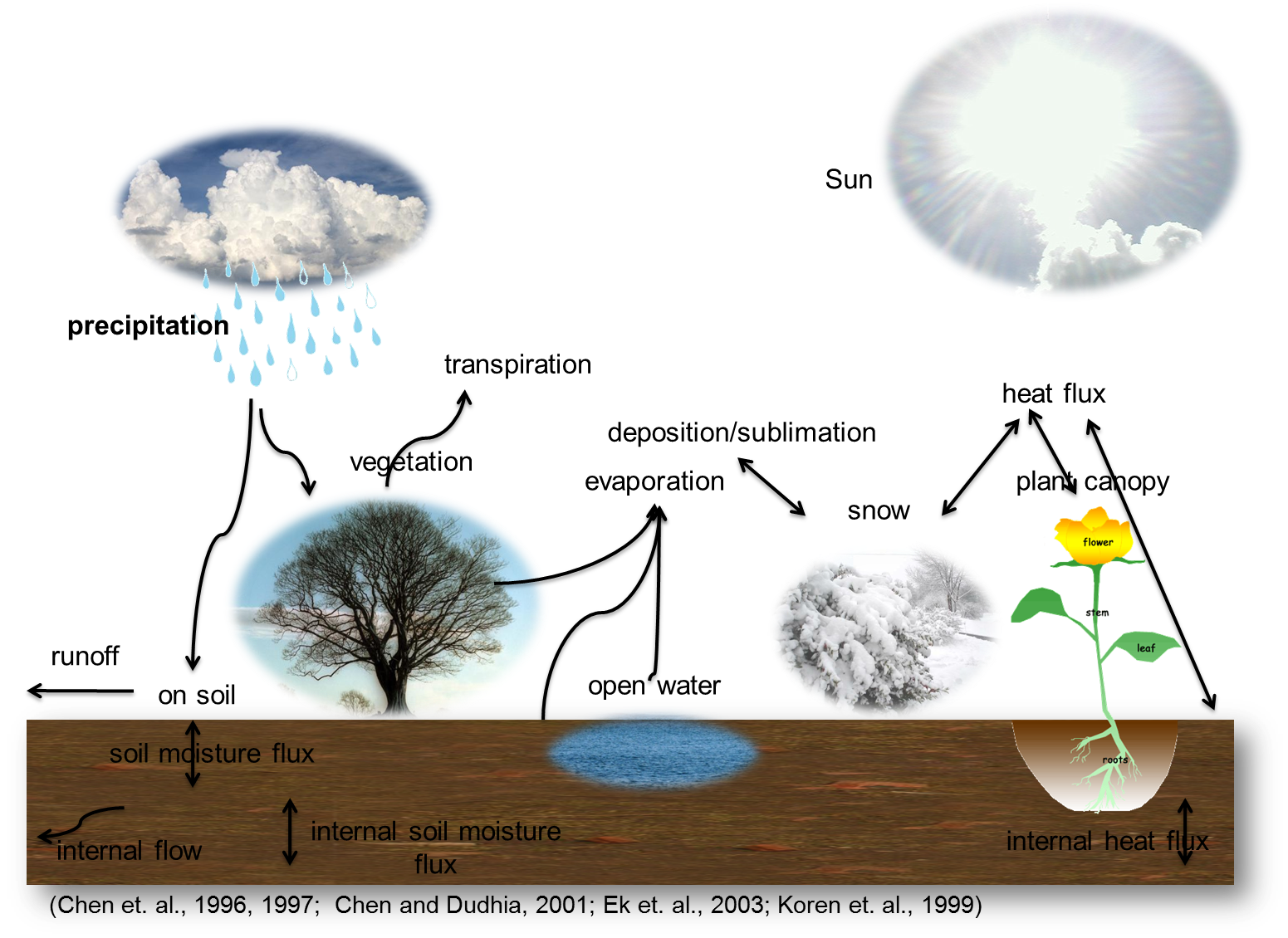
水的移動及形式變化過程圖

水循環過程包含有：
平流有大量的水在大氣中移動。如果沒有平流，由海洋蒸發的水就無法沉降到陸地上。所謂大氣河流能長距離移動大量水蒸氣，是平流作用的一例。
凝結空氣中的水蒸氣轉變為液態水滴，形成雲和霧。
凝華指的是水蒸氣直接變成冰的現象。
蒸發水從地表或水體受熱蒸發，從液態形式轉變為氣態，而移動到大氣中。造成蒸發的能量主要是太陽輻射。蒸發通常把植物的蒸散作用包含在內，這些作用統稱為蒸發散。地球每年蒸發散的水總量估計約為505,000立方公里（121,000立方英里），其中有434,000立方公里（104,000立方英里）源自海洋蒸發。全球水蒸發量中的86%源自海洋。
滲透水從地表滲透進入地下，變成土壤水分或是地下水。但經最近一項在全球進行水中穩定同位素的研究顯示，並非所有土壤水分都會用於地下水補給，或是供植物蒸發散之用。
攔截這種攔截（水）指的是受到植物葉子攔截，並未落到地面的降水，這些水最終會經蒸發而回到大氣中。
滲流這種滲流指的是水因重力作用，直接垂直往下穿過土壤和岩石的作用。
降水水蒸氣在凝結後沉降到地表。大多數降水是以雨的形式出現，但也包括雪、冰雹、霧滴、霰和雨夾雪。全球每年大約有505,000立方公里（121,000立方英里）的降水，其中有398,000立方公里（95,000立方英里）落在海洋上。每年落在陸地上的降水中有107,000立方公里（26,000立方英里）以水的形式出現，僅有1,000立方公里（240立方英里）是雪的形式。全球降水量有78%發生在海洋上。
徑流水在陸地上有幾種移動方式。包括地表徑流以及渠道流動方式。水在流動途中，可能會滲入地下、蒸發到空氣中、或最終進入湖泊或水庫中，但也會碰到其間被抽取用於農業或是其他人類用途。
積雪融化積雪融化後所產生的徑流。
昇華水份從固態（雪或冰）不經液體階段，直接轉變為水蒸氣。
地下水流指的是地下滲流帶和含水層中的水流，可能會返回地表（例如湧泉或受到抽取），或最終滲入海洋。水分受到重力或是重力產生的壓力，會返回比其滲透處更低的地表。地下水流通常移動緩慢，同時也補充緩慢，因此可在含水層中留存達數千年之久。
蒸發散水蒸氣從植物和土壤中釋放，進入大氣。

### 停留時間
| 儲藏所在                  | 平均停留時間 |
| ------------------------- | ------------ |
| 南極洲                    | 20,000年     |
| 海洋                      | 3,200年      |
| 冰河                      | 20到100年    |
| 季節性降雪                | 2到6月       |
| 土壤水分                  | 1到2月       |
| 地下水: 淺層              | 100到200年   |
| 地下水: 深層              | 10,000年     |
| 湖泊 （參見湖泊停留時間） | 50到100年    |
| 河流                      | 2到6月       |
| 大氣                      | 9天          |

在水文循環中，所謂水分停留時間是水分子在該儲存處（水庫）中平均的停留時間。這是種對水在儲存處平均停留時間的衡量方式。
地下水可在地表之下停留一萬多年後才離開。儲存特別久的地下水被稱為古地下水。儲存在土壤中的水分所停留的時間甚短，因為其分佈廣闊，但深度不足，很容易因蒸發、蒸發散、進入溪流或進行地下水補給而流失。蒸發的水蒸氣在大氣中停留時間約為9天，然後凝結成降水而重回地球。
地球的主要冰蓋 - 南極洲和格陵蘭島 - 儲存冰的時間極長。依據可靠的科學方法，可確定南極洲最古老的冰可追溯到距今80萬年之前，但平均停留時間並沒那麼長。
在水文學中，停留時間通常是利用儲存地點的水體積（假設給定儲存處中的水量大致恆定，即質量守恆）除以水進入或離開的速率來估計停留時間。從概念上講，這相當於假設沒有水離開時，儲存處從空到充滿需要多長時間（或者如果沒有水進入，儲存處從滿到完全流光需要多久時間）。
另一種估計停留時間的方法是測量水中的同位素，這種方法越來越受普遍採用。此為一種同位素水文學領域的技術。

### 儲存中的水
水循環描述的是驅動水在整個水圈中移動的過程。但實際情況是地球上長期“儲存”的水量遠多於循環移動的水量。地球上絕大多數水的儲藏所在是海洋。估計全球13.86億立方公里的供水量中，約有13.38億立方公里儲存在海洋中（約佔97%）。估計進入水循環的蒸發水約有90%由海洋提供。地球的冰蓋、冰河和永久積雪另外又儲存2,406.4萬立方公里的水，僅佔地球總水量的1.7%。但此處擁有的淡水佔地球上所有淡水總量的68.7%。

## 人類造成的改變

### 氣候變化將水循環加劇

全球變暖會逐漸導致極端天氣事件更頻繁發生。

IPCC第六次評估報告預估平均土壤水分的改變會對全球農業及生態系統造成損害。 如果一地的土壤水分降低一標準差後，其乾燥程度將會與1850-1900年期間排名第九乾旱的年份相當。

從20世紀中葉起，人為造成的氣候變化導致全球水循環發生顯著的變化。:85 IPCC第六次評估報告中由第一工作組於2021年發佈的報告，預測這些變化將在全球和地區之內持續顯著增長。:85這些發現是2007年發表的IPCC第五次評估報告和政府間氣候變化專門委員會（IPCC）所發表其他特別報告中取得科學共識後的延續，這些報告均指出水循環將在整個21世紀中持續“增強” 。
全球冰河退縮也反映出水循環發生變化的情況，降水提供給冰河的水量無法跟上由融化和昇華造成的損失。全球自1850年以來因全球變暖，各處冰河均大幅退卻。:1273

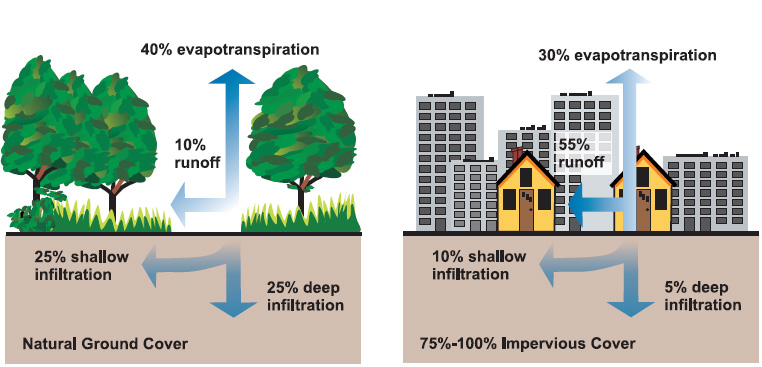
不透水表面增加會導致地表逕流增加。

### 其他人類活動引起的變化

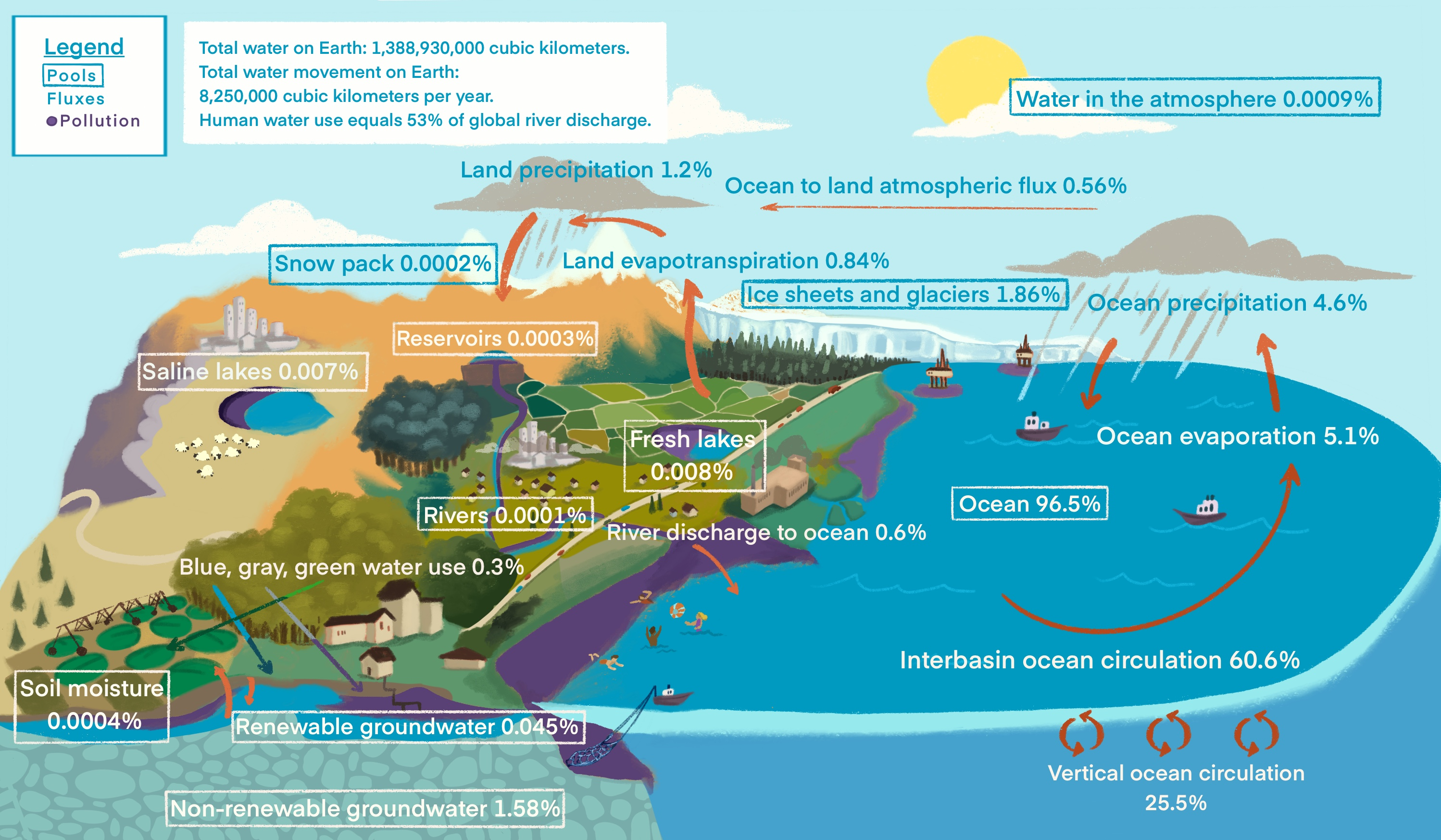
人類對水循環的影響，以及全球水儲存處（圖中文字被框住者）及通量（文字未被框住者）。

人類活動中除溫室氣體排放會影響水循環外，別的活動也會造成影響。 IPCC第六次評估報告指出，“大量證據顯示土地利用改變（如由土地開發和改變土地覆蓋所產生的變化）會影響降水、蒸發、洪水、地下水以及各種用途的淡水供應，而把全球、區域和當地的水循環改變” ”。:1153
土地利用變化的案例包括有把農田轉變為城市，或是砍伐森林。這種變化會影響土壤吸收地表水的能力。森林砍伐還會“直接減少局部土壤濕度、蒸發和降雨量，也會造成區域氣溫變化，而影響降水模式”。:1153在含水層抽水，或超額抽水以及取用古地下水會把水圈中的總體水量增加，這類“原來儲存在地下的水，如今因直接接觸到大氣，而被蒸發”。:1153

## 相關流程

### 生物地球化學循環
水循環本身就是生物地球化學循環，而在地球表面上方和地下的水流是生物地球化學循環組成中的關鍵成分。所有陸地上的侵蝕沉積物和磷幾乎全由逕流輸送進入水體。海洋中的鹽度就是陸地上的鹽經侵蝕及溶解後遷移而來。湖泊的優氧化主要是由於農田施肥過量，其中的磷經逕流及河流攜帶進入的結果。徑流和地下水流在把氮從陸地輸送到水體方面具有重要作用。密西西比河出口處的死區是化肥中的硝酸鹽從農田中被水攜帶，沿著河流系統進入墨西哥灣的結果。徑流也在碳循環中發揮作用，同樣是通過運送侵蝕岩石和土壤的結果。

### 在漫長地質年代中的逸失
地球大氣層上部的流體動力風讓氫等較輕化學元素向上移動到熱圈界面（即散逸層的下限），當達到逃逸速度後，會在不影響其他氣體顆粒的情況下進入外太空。這種從行星（地球）進入太空的氣體逸失被稱為大氣逸失。具有炎熱低層大氣的地球會產生潮濕的高層大氣，加速氫的逸失。

## 世上對此的理解

### 漂浮陸地
遠古時期的人普遍認為陸地漂浮在水面上，而河流的水大部分源自地下。這類信念可在荷馬（約公元前800年）的作品中看到。

### 希伯來聖經
古代近東的希伯來語學者觀察到，即使河流不停流入大海，大海也不會被添滿。有學者認為以下這段話這完整描述此時期對於水循環的概念：“風往南吹，又往北吹，不斷來回，走的是循環路線。所有河流均入海，而海未被填滿。江河回到其發源處，然後重新再來”（舊約聖經詩歌智慧書《傳道書》第四卷1:6-7）。學者們對於《傳道書》的撰寫日期並沒有達成一致的看法，但大多數學者指出是完成於所羅門（大衛王和拔示巴之子）時代，“三千年前，有些人認為是在公元前962–922年間。”人們還觀察到當雲層滿佈時，就會有雨水降下（《傳道書》11:3）。此外希伯來先知阿摩司在公元前793–740年期間指出：水源自海洋，然後傾倒到陸地上（《阿摩司書》5:8）。
在希伯來聖經《約伯記》（公元前7世紀至2世紀之間完成）中，有段描述水文循環中的降水，“雨水是由水蒸氣，先形成雲層，再聚成小水滴傾瀉而下，大量降落在人身上。”（《約伯記》36：27-28）。

### 對降水和滲濾的理解
古希臘學者大約於公元前500年推測大部分河流中的水可歸因於降雨。那時人們也知道雨的起源。但這些學者仍然相信從地底湧出的水是河水的主要來源。這種概念的例子包括有阿那克西曼德（公元前570年）（他也推測陸地動物係由魚類進化而來（參見演化思想史））和色諾芬尼（公元前530年）。 中國古籍如呂氏春秋（公元前239年）以及老子（約公元前四世紀）的道德經中也有類似的想法。
把水循環當作一個封閉循環的想法可在阿那克薩哥拉（公元前460年）和阿波羅尼亞的第歐根尼（公元前460年）的著作中找到。柏拉圖（公元前390年）和亞里斯多德（公元前350年）都推測滲濾是水循環中的一道過程。亞里斯多德在其著作《天象論》正確假設太陽在地球的水循環中發揮作用，他寫道：“通過太陽的作用，每天最優質、最甜的水會形成蒸氣，並上升到上部區域，然後再次被低溫凝結，而返回地球。”，他相信雲是由冷卻和凝結的水蒸氣所組成。
直到文藝復興時期，人們仍有錯誤的想法，認為僅靠降水將不足以供應河流來完成水循環，而從海洋湧出的地下水是河水的主要來源。巴塞洛繆（公元1240年）、李奧納多·達文西（公元1500年）和阿塔納奇歐斯·基爾學（公元1644年）也抱持這種觀點。

### 正確水循環理論
伯納德·帕利西（公元1580年）是首位斷言僅靠降雨就足以支持河流存在的思想家，他經常被認為是現代水循環理論的“發現者”。帕利西的理論直到1674年才得到科學檢驗，這項研究通常被認為是由法國科學家皮埃爾·佩羅所完成。但此信念直到十九世紀初才被主流科學界所接受。

## 外部連結
- The Water Cycle （页面存档备份，存于）, United States Geological Survey
- The Water Cycle for Kids （页面存档备份，存于）, United States Geological Survey
- The Water Cycle: Following The Water （页面存档备份，存于） (NASA Visualization Explorer with videos)